# Ericeia carnea
Ericeia carnea är en fjärilsart som beskrevs av Butler 1886. Ericeia carnea ingår i släktet Ericeia och familjen nattflyn. Inga underarter finns listade i Catalogue of Life.